# Frielinghausen (Sprockhövel)
Frielinghausen ist ein Wohnplatz im Stadtteil Gennebreck der Stadt Sprockhövel im Ennepe-Ruhr-Kreis, Nordrhein-Westfalen. Der ehemalige Bauernhof ist heute von einer Golfhotelanlage mit mehreren Gebäuden überbaut und Vereinssitz des Golfclubs Felderbach-Sprockhövel e. V. 
Frielinghausen ist von hoteleigenen Golfplätzen (zweimal 18-Loch, einmal 9-Loch) umgeben, der laut Eigenangabe größten Golffläche in Nordrhein-Westfalen.

## Lage und Beschreibung
Frielinghausen liegt im südlichen Sprockhövel nahe der Stadtgrenze zu Wuppertal im Ortsbereich Schee an der Nordflanke des Höhenzugs Haßlinghauser Rücken. Westlich befindet sich das Waldgebiet Hilgenpütt, nördlich der Weiler Alter Schee. Nahe Frielinghausen entspringt der Felderbach.
Weitere Nachbarorte sind Bahnhof Schee, Hetberge, Sundern, Kuxloh, Sankt Moritz und Großer Siepen auf Sprockhöveler und Weuste, Mollenkotten, Berghausstraße und Alteschmiede auf Wuppertaler Stadtgebiet. 

## Geschichte
Frielinghausen wird im Schatzbuch der Grafschaft Mark aus dem Jahr 1486 urkundlich erwähnt.
Der Ort gehörte bis 1807 der Gennebrecker Bauerschaft innerhalb des Hochgerichts und der Rezeptur Schwelm des Amts Wetter in der Grafschaft Mark an. Von 1807 bis 1814 war Frielinghausen aufgrund der napoleonischen Kommunalreformen im Großherzogtum Berg Teil der Landgemeinde Gennebreck innerhalb der neu gegründeten Mairie Hasslinghausen im Arrondissement Hagen, die nach dem Zusammenbruch der napoleonischen Administration nun der Bürgermeisterei Haßlinghausen (ab 1844 Amt Haßlinghausen) im Landkreis Hagen (ab 1897 Kreis Schwelm, ab 1929 Ennepe-Ruhr-Kreis) angehörte.
Frielinghausen erscheint auf der Niemeyersche Karte, Ausgabe Spezialkarte des Bergwerkdistrikts des Distrikts Blankenstein, von 1788/89 mit vier Gebäuden. Der Ort ist auf der Preußischen Uraufnahme von 1840 als Frühlinghaus verzeichnet. Ab der Preußischen Neuaufnahme von 1892 ist der Ort auf Messtischblättern der TK25 als Frielinghausen verzeichnet.    
1818 und 1822 lebten 14 Menschen im als Bauernhof kategorisierten Ort. Der laut der Ortschafts- und Entfernungs-Tabelle des Regierungs-Bezirks Arnsberg 1839 Frielinghausen genannte Ort besaß zu dieser Zeit zwei Wohnhäuser und drei landwirtschaftliche Gebäude. Zu dieser Zeit lebten 20 Einwohner im Ortsbereich, davon 19 evangelischer und einer katholischer Konfession.
Die Gemeinde- und Gutbezirksstatistik der Provinz Westfalen führt 1871 den Ort als Colonie mit acht Wohnhäusern und 114 Einwohnern auf, wobei vermutlich aufgrund der im Vergleich zu späteren Registern hohen Zahl an Gebäuden und Einwohnern benachbarte Wohnplätze mit hinzugezählt wurden.
Das Gemeindelexikon für die Provinz Westfalen gibt 1885 für das Gehöft Frielinghausen eine Zahl von 19 Einwohnern an, die in zwei Wohnhäusern lebten. 1895 besitzt der Ort zwei Wohnhäuser mit 29 Einwohnern, 1905 zählt der Ort zwei Wohnhäuser und elf Einwohner.
Am 1. Januar 1970 wurde das Amt Haßlinghausen aufgelöst und die amtsangehörige Landgemeinde Gennebreck mit Frielinghausen in die Stadt Sprockhövel eingemeindet.